# Undley
Undley är en by i civil parish Lakenheath, i distriktet West Suffolk, i grevskapet Suffolk, i England. Byn nämndes i Domedagsboken (Domesday Book) år 1086, och kallades då Lundale.